# Pinacotheek

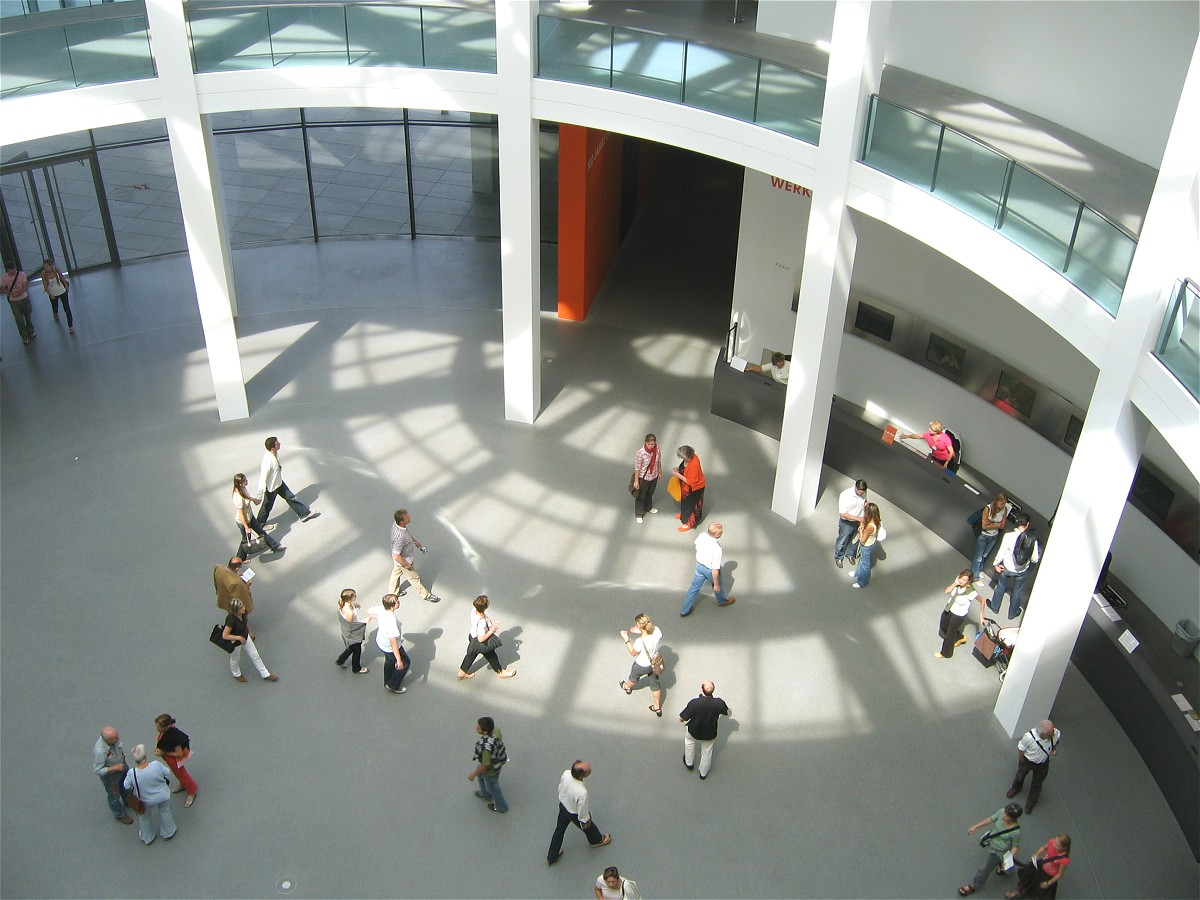
Pinakothek der Moderne in München

Een pinacotheek (Grieks: pinax = plank, tafeltje, schilderij) is een schilderijenverzameling of kunstkabinet.
De naam komt oorspronkelijk van een zogeheten vierkante zaal, een uitbouw van de Propylaeën te Athene, ten tijde van Pausanias (2e eeuw na Chr.) die nog muurschilderingen bevatte.
In de Romeinse keizertijd had vrijwel elke vermogende Romein zijn eigen pinacotheek.
Het woord is in gebruik voor drie musea te München en verschillende musea in Italië, onder andere in Vaticaanstad, Milaan en in Bologna.